# Finnischer Fußballpokal 2007
Der Finnische Fußballpokal 2007 (finnisch Suomen Cup 2007) war die 53. Austragung des finnischen Pokalwettbewerbs. Er wurde vom finnischen Fußballverband ausgetragen. Das Finale fand am 11. November 2007 im Finnair Stadion von Helsinki statt.
Pokalsieger wurde Tampere United. Das Team setzte sich im Finale gegen den FC Honka Espoo erst im Elfmeterschießen durch. Da TamU auch die Meisterschaft gewann, war der unterlegene Finalist für den UEFA-Pokal qualifiziert. Titelverteidiger HJK Helsinki war im Halbfinale gegen den späteren Finalisten ausgeschieden.
Alle Begegnungen wurden in einem Spiel ausgetragen. Bei unentschiedenem Ausgang wurde das Spiel um zweimal 15 Minuten verlängert. Stand danach kein Sieger fest, folgte ein Elfmeterschießen.

## Teilnehmende Teams
Die Teilnahme war freiwillig. Insgesamt 340 Mannschaften hatten für den Pokalwettbewerb gemeldet. Dabei waren auch Juniorenmannschaften (U-20), Seniorenmannschaften (JKKI – Jalkapallon Kannossa Kaiken Ikää = Fußball für alle Altersgruppen), sowie zweite und weitere Vertretungen eines Vereins. Die Mannschaften der ersten drei Ligen stiegen in der 4. Runde ein. Vier der fünf Europacup-Teilnehmer starteten in der 6. Runde. IFK Mariehamn nahm am diesjährigen Pokalwettbewerb nicht teil.
| Runde         | Zugänge | Sieger der letzten Runde | Spiele / Sieger |
| ------------- | ------- | ------------------------ | --------------- |
| 1. Runde      | 16      | –                        | 08              |
| 2. Runde      | 2800    | 08                       | 1440            |
| 3. Runde      | –       | 1440                     | 72              |
| 4. Runde      | 40      | 72                       | 56              |
| 5. Runde      | –       | 56                       | 28              |
| 6. Runde      | 04      | 28                       | 16              |
| 7. Runde      | –       | 16                       | 08              |
| Viertelfinale | –       | 08                       | 04              |
| Halbfinale    | –       | 04                       | 02              |
| Finale        | –       | 02                       | 01              |
| Gesamt        | 3400    |                          | 3390            |

## 1. Runde
|                             | Ergebnis  |                         |
| --------------------------- | --------- | ----------------------- |
| Atlantis FC U-20            | 4:3       | Pajamäen Pallo-Veikot   |
| Pohjois-Haagan Urheilijat-3 | 3:1       | Helsingin Kukkaislapset |
| Leppävaaran Pallo           | 0:4       | Etelän-Espoon Pallo     |
| Tikkurilan PS               | 4:2 n. V. | Nummelan Palloseura     |
| Kotkas Reipas               | 2:1       | Haminan Pallo-Kissat    |
| Manhattan Project Kuopio    | 1:8       | SC Zulimanit            |
| NoStars Kokkola             | 1:4       | Ylöjärven Pallo-2       |
| Oulun Reipas                | 1:8       | Tervarit Oulu           |

## 2. Runde
|                                 | Ergebnis              |                                |
| ------------------------------- | --------------------- | ------------------------------ |
| Pohjois-Haagan Urheilijat-2     | 0:0 n. V. (3:4 i. E.) | Herttoniemen Toverit           |
| Karhupuiston Vartijat           | 0:9                   | HDS Helsinki                   |
| FC Boca Seniors                 | 0:6                   | Malmin Palloseura              |
| FC Boca Seniors-2               | 1:4                   | IF Gnistan U-20                |
| FC Kontu-2                      | 0:6                   | Savannan Pallo                 |
| Pohjois-Haagan Urheilijat-3     | 3:3 n. V. (3:4 i. E.) | Malmin Pallo                   |
| FC Populus                      | 3:3 n. V. (3:4 i. E.) | Helsingfors IFK-2              |
| FC Degis Helsinki Zyklon        | 5:2                   | Toukolan Teräs Avauspotku      |
| FC Puotila                      | 1:7                   | Pallo Hukassa -99              |
| Zenith Myllypuro                | 0:7                   | HJK-Liiga U-20                 |
| Malmin Pallo/JKKI               | 1:3                   | IF Gnistan Ogeli               |
| IF Gnistan-2                    | 5:0                   | HJK Helsinki Junioren          |
| Yritys JK Helsinki              | 0:1                   | AC Stadin Sissit               |
| Herttoniemen Toverit-2          | 0:3                   | FC Degis Helsinki              |
| Helsingin Palloseura            | 2:0                   | Pajamäen Pallo-Veikot-2        |
| Atlantis FC U-20                | 3:4                   | Käpylän Pallo U-20             |
| Pallo-Pojat Junioren-2          | 2:5                   | PK-35 Helsinki U-20            |
| Hesperian Mankeli               | 0:7                   | Marmiksen Kuula                |
| Pohjois-Haagan Urheilijat-4     | 0:6                   | FC Viikingit-2                 |
| Malmin Ponnistajat              | 0:1                   | Dynamo Helsinki                |
| Roihuvuoren Urheilijat          | 0:2                   | FC Tavastia                    |
| FC Itä-Helsinki                 | 00:11                 | Helsingfors IFK                |
| Geishan Pallo                   | 0:3                   | FC Kiffen 08 Helsinki          |
| FC Juhlahevoset                 | 0:6                   | Pohjois-Haagan Urheilijat      |
| Malmin Palloseura-3             | 0:2                   | Pallo-Pojat Junioren           |
| Pohjois-Haagan Urheilijat-5     | 2:5                   | Helsingin Ponnistus            |
| FCK Salamat                     | 1:4                   | Salon Vilpas                   |
| Haukilahden Pallo               | 2:1                   | Itä-Vantaan Urheilijat         |
| FC Honka Espoo U-20             | 9:1                   | Tikkurilan PS U-20             |
| Nouseva Laaka                   | 8:0                   | Tuusulan Palloseura-2          |
| Etelän-Espoon Pallo             | 4:2                   | Pitkäjärven Miesten PS         |
| FC Medicin Man                  | 0:5                   | FC Espoo-2                     |
| PK-50 Vantaa/JKKI-35            | 0:8                   | Riihimäen Ilves                |
| Masalan Kisan                   | 6:1                   | FC Kuusysi U-20                |
| Inter Lappävaara                | 0:3                   | FC Bärcelona                   |
| FC Kasiysi Espoo-2              | 1:5                   | FC Lohja                       |
| Järvenpään PS U-20              | 0:2                   | SexyPöxyt                      |
| Hyvinkään Apollo                | 2:5                   | Tikkurilan PS                  |
| FC Västnyland                   | 1:5                   | FC Kelohonka                   |
| Vantaan Jalkapalloseura         | 12:00                 | Espoo Hawks                    |
| Keravan Pallo-75                | 0:3                   | Porvoon Akilles                |
| Orimattilan Pedot               | 0:1                   | PK Keski-Uusimaa               |
| Team Grani Kauniainen           | 0:6                   | BK-46 Karis                    |
| Järvenpään PS                   | 2:0                   | Nurmijärven Jalkapalloseura    |
| IF Sibbo-Vargarna               | 2:2 n. V. (1:3 i. E.) | Riipilän Raketissa             |
| Naseva Nastola                  | 5:1                   | Haukilahden Pallo-3            |
| FC Lohja/JKKI-35                | 6:1                   | Myrskylän Myrsky               |
| Riipilän Raketissa-2            | 1:4                   | FC Kasiysi Espoo               |
| FC Futura                       | 2:5                   | AC Vantaa                      |
| Biisonit Karjalohja             | 5:1                   | FCK Salamat-2                  |
| Nastolan Nopsa                  | 1:2                   | Esbo BK                        |
| FC Pathoven                     | 1:2                   | Jalkapalloseura Stars Lahti    |
| Turun Ponteva                   | 1:0                   | Torre Calcio Turku             |
| Lehtimäen Jyske                 | 1:4                   | Kaarinan Pojat U-20            |
| Nations United Turku            | 2:3                   | Kaarinan Reipas                |
| Piikkiön Palloseura             | 2:4                   | FC Boda Dragsfjard             |
| Raision Työväen Palloilijat     | 1:6                   | FC Vehmaa                      |
| Auran Palokunnan Urheilijat     | 1:9                   | Pargas IF                      |
| Ruskon Pallo -67                | 9:2                   | Littoisten Palloseura          |
| Mynämäen Pallo -53              | 0:2                   | Sporting Club Raisio           |
| Salon Toverit                   | 1:5                   | Jyrkkälän Tykit                |
| FC Turku -82                    | 0:5                   | Pallo-Iirot Rauma-2            |
| Lievestuoren Toive-2            | 0:6                   | Turun Weikot                   |
| Functio Laesa                   | 2:0                   | Turun Pallokerho-2             |
| ÅIFK Turku                      | 2:2 n. V. (3:5 i. E.) | Turun Toverit                  |
| Lievestuoren Toive              | 1:0                   | Turun Pallokerho               |
| BFB Piikkiö                     | 1:7                   | Turun Pallokerho U-20          |
| Toejoen Veikot                  | 3:2                   | FC Rauma                       |
| Luvian Veto                     | 0:8                   | Nakkilan Nasta                 |
| Porin Palloilijat-2             | 2:1                   | Euran Pallo                    |
| Polla Tampere-2                 | 0:1                   | Viialan Peli-Veikot            |
| FC Tampere U-20                 | 3:5                   | Tervakosken Pato               |
| Pekolan Isku                    | 5:2                   | FC Tribe                       |
| PP-70 Tampere-2                 | 1:4                   | Tampereen Kisa-Toverit         |
| Ylöjärven Ilves                 | 2:2 n. V. (3:5 i. E.) | Haka Valkeakoski U-20          |
| Koovee Jalkapallo-2             | 1:4                   | Tampereen Pallo-Veikot-2       |
| Valkeakosken Koskenpojat        | 4:1                   | Hämeenlinnan JS U-20           |
| Viialan Peli-Veikot-2           | 1:5                   | Kangasalan Voitto              |
| Nokian Pyry JK                  | 1:0                   | Pispalan Ponnistus -79         |
| Tampereen Pallo-Veikot U-20     | 2:3                   | Ilves Tampere U-20             |
| FC Melody                       | 0:9                   | Nokian Palloseura              |
| Linnavuoren Lukko               | 01:12                 | Toijalan Pallo -49             |
| Kuninkaallinen Kristallipalatsi | 1:1 n. V. (4:5 i. E.) | Tampereen Kisa-Toverit U-20    |
| Lempäälän Kisa-Futis            | 3:1                   | Oriveden Tuisku                |
| Forssan JK                      | 3:2 n. V.             | Pirkkalan JK                   |
| Lammin Veto                     | 2:5                   | Hämeenlinnan Härmä             |
| FC Vapsi Sastamala              | 2:1                   | Ylöjärven Ryhti                |
| Keikyän Yritys                  | 3:1                   | JK Rakuunat Junioren           |
| Imatran Pallo-Salamat           | 0:3                   | PEPO Lappeenranta              |
| Wilmanstrand IFK/JKKI-35        | 6:1                   | FC Peltirumpu                  |
| Kotkan Kiri                     | 0:6                   | Heinolan Palloilijat-47        |
| Montolan Nuorisoseura           | 9:0                   | FC Pesä                        |
| Kotkas Reipas                   | 1:1 n. V. (3:5 i. E.) | PEPO Lappeenranta-2            |
| Ristiinan Pallo                 | 3:5                   | Simpeleen Urheilijat           |
| Otavan Viesti                   | 0:3                   | Kotkan Työväen Palloilijat     |
| Valkealan Kajo/JKKI-35          | 5:2                   | Kulennoisten Pallo             |
| Lauritsalan Työväen Palloilijat | 00:3 1                | Valkealan Kajo                 |
| Virolahden Sampo                | 0:6                   | Purha Inkeroinen               |
| FC Vaajakoski                   | 1:3                   | Kultsu Joutseno                |
| Kotkan Työväen Palloilijat-2    | 2:4                   | Korson Palloilijat             |
| Haminan Työväen Palloilijat     | 3:1                   | Voikkaan Pallo-Peikot          |
| Popiniemen Ponnistus            | 0:4                   | Voikkan Pallokerho             |
| Suonenjoen Pallo -52            | 0:4                   | SC Kuopio Futis-98             |
| Nilsiän Pallo-Haukat            | 1:3 n. V.             | SC Riverball/JKKI-35           |
| Ylämyllyn Yllätys               | 01:10                 | Savonlinnan Työväen Palloseura |
| Pappa Zulut/JKKI-35             | 0:3                   | Pallo-Kerho 37                 |
| Toivalan Urheilijat             | 0:7                   | Warkaus JK-2                   |
| SC Zulimanit                    | 2:4 n. V.             | SC Riverball                   |
| Juuan Palloseura                | 2:7                   | Sawopool United                |
| AFC Keltik Joensuu              | 0:9                   | Joensuun Palloseura            |
| Joensuun Palloseura-2           | 1:3                   | Siilinjärven Palloseura        |
| Keuruun Pallo                   | 4:2                   | Lohikosken Pallokerho          |
| Viitasaaren JK U-20             | 0:7                   | FC Keitele Jazz                |
| Souls AC Jyväskylä              | 1:4                   | Blue Eyes Jyväskylä            |
| Palokan Riento                  | 1:4                   | Äänekosken Huima               |
| Kampuksen Dynamo                | 1:5                   | Jyväskylän Seudun PS           |
| Kangasniemen Palloilijat        | 0:6                   | Jämsänkosken Ilves             |
| Suvilahden Sisu                 | 00:17                 | Karhu Kauhajoki                |
| Alavuden Peli-Veikot            | 6:2                   | Black Islanders                |
| Vaasan Palloseuran Junioren     | 17:00                 | Södervalla BK U-20             |
| FC Kiisto Vaasa                 | 4:0                   | Tervalaakson Teräs             |
| Hyllykallion Myrsky             | 2:4                   | Vähänkyron Viesti              |
| Kortesjärven Järvi-Veikot       | 1:7                   | Lapuan Virkiä                  |
| Kungliga Wasa CF                | 4:0                   | Ilmajoen Kisailijat            |
| Laihian Luja                    | 0:5                   | Sporting Kristina              |
| IK Myran Nedervetil-2           | 0:9                   | Kaustisen Pohjan-Veikot        |
| FF Jaro-2                       | 1:2                   | BK Öja-73                      |
| Esse IK-2                       | 0:4                   | IK Myran Nedervetil            |
| Ylöjärven Pallo-2               | 5:0                   | Ykspihlajan Reima              |
| IFK Jakobstad                   | 2:3                   | Gamlakarleby BK-2              |
| Oulaisten Huima                 | 0:3                   | Nykarleby IK                   |
| FC Sääripotku                   | 1:2                   | Munsala United                 |
| FC Tarmo                        | 00:12                 | AC Kajaani                     |
| FC Kanuunat Kajaani             | 0:7                   | Tervarit Oulu                  |
| Oulun Tarmo                     | 2:1 n. V.             | Haukiputaan Pallo              |
| FC Nets Oulu                    | 0:1                   | Oulun Jalkapalloklubi          |
| Inter Välivainio FC             | 0:1                   | Spartak Helsinki               |
| FC Oulun Pallo                  | 7:1                   | Keminmaan Pallo                |
| FC Muurola                      | 9:0                   | FC RAI Oulu                    |
| Pattijoen Tempaus               | 00:11                 | Tornion Pallo -47-2            |
| FC Oulun Pallo-2                | 5:2 n. V.             | FC Football Club               |
| FC Kurenpojat                   | 4:0                   | Oulunsalon Pallo               |
| Haukipuitaan Heitto             | 2:1                   | Kuivaniemen Isku               |

## 3. Runde
|                             | Ergebnis              |                                |
| --------------------------- | --------------------- | ------------------------------ |
| Naseva Nastola              | 2:1                   | Helsingin Ponnistus            |
| Pallo Hukassa -99           | 3:0                   | Valkeakosken Koskenpojat       |
| Pallo-Pojat Junioren        | 1:2                   | Tampereen Kisa-Toverit         |
| Sporting Club Raisio        | 3:2                   | Kaarinan Reipas                |
| IF Gnistan-2                | 3:2                   | FC Espoo-2                     |
| FC Tavastia                 | 2:8                   | AC Vantaa                      |
| Helsingfors IFK             | 4:1                   | Porvoon Akilles                |
| Helsingfors IFK-2           | 5:1                   | Lempäälän Kisa-Futis           |
| Jyrkkälän Tykit             | 4:1                   | Kangasalan Voitto              |
| Pargas IF                   | 5:1                   | Nakkilan Nasta                 |
| Helsingin Palloseura        | 3:0                   | Nokian Pyry JK                 |
| HDS Helsinki                | 00:13                 | Järvenpään PS                  |
| Lievestuoren Toive          | 3:2                   | FC Lohja                       |
| Savannan Pallo              | 2:0                   | IF Gnistan Ogeli               |
| Nouseva Laaka               | 10:00                 | Tampereen Kisa-Toverit U-20    |
| FC Kiffen 08 Helsinki       | 1:0                   | FC Boda Dragsfjard             |
| Toijalan Pallo -49          | 2:1                   | Etelän-Espoon Pallo            |
| Esbo BK                     | 6:0                   | FC Viikingit-2                 |
| Riipilän Raketissa          | 0:2                   | Toejoen Veikot                 |
| FC Bärcelona                | 1:2                   | Haka Valkeakoski U-20          |
| Functio Laesa               | 00:10                 | Pallo-Iirot Rauma-2            |
| Turun Weikot                | 1:2 n. V.             | Pohjois-Haagan Urheilijat      |
| Tikkurilan PS               | 2:1                   | Turun Pallokerho U-20          |
| Pekolan Isku                | 0:8                   | FC Kelohonka                   |
| Masalan Kisan               | 0:4                   | Turun Toverit                  |
| FC Arabian Sheikit Helsinki | 00:13                 | SexyPöxyt Espoo                |
| Tervakosken Pato            | 9:0                   | Malmin Pallo                   |
| Tampereen Pallo-Veikot-2    | 1:2 n. V.             | Salon Vilpas                   |
| Viialan Peli-Veikot         | 1:0                   | IF Gnistan U-20                |
| PK Keski-Uusimaa            | 3:0                   | Malmin Palloseura              |
| Porin Palloilijat-2         | 3:2                   | Herttoniemen Toverit           |
| Vantaan Jalkapalloseura     | 3:4                   | Jalkapalloseura Zyklon         |
| HJK-Liiga U-20              | 4:2                   | Ruskon Pallo -67               |
| FC Vehmaa                   | 0:6                   | Forssan JK                     |
| AC Stadin Sissit            | 0:3                   | FC Honka Espoo U-20            |
| Biisonit Karjalohja         | 3:4                   | FC Kasiysi Espoo               |
| FC Lohja/JKKI-35            | 0:7                   | PK-35 Helsinki U-20            |
| Dynamo Helsinki             | 00:13                 | Marmiksen Kuula                |
| Kaarinan Pojat U-20         | 2:0                   | Hämeenlinnan Härmä             |
| Turun Ponteva               | 3:0                   | FC Degis Helsinki              |
| Jalkapalloseura Stars Lahti | 2:1 n. V.             | Nokian Palloseura              |
| FC Vapsi Sastamala          | 1:3                   | Käpylän Pallo U-20             |
| Ilves Tampere U-20          | 0:0 n. V. (3:1 i. E.) | Riihimäen Ilves                |
| Haukilahden Pallo           | 1:7                   | BK-46 Karis                    |
| SC Riverball/JKKI-35        | 1:1 n. V. (6:5 i. E.) | Warkaus JK-2                   |
| SC Riverball                | 7:1                   | SC Kuopio Futis-98             |
| Sawopool United             | 3:2                   | Voikkan Pallokerho             |
| Haminan Työväen Palloilijat | 2:4                   | Joensuun Palloseura            |
| Simpeleen Urheilijat        | 1:3                   | Siilinjärven Palloseura        |
| Valkealan Kajo/JKKI-35      | 1:7                   | Kotkan Työväen Palloilijat     |
| Montolan Nuorisoseura       | 1:6                   | Jämsänkosken Ilves             |
| Keikyän Yritys              | 0:1                   | Korson Palloilijat             |
| PEPO Lappeenranta           | 0:3                   | Kultsu Joutseno                |
| Wilmanstrand IFK/JKKI-35    | 2:0                   | Purha Inkeroinen               |
| PEPO Lappeenranta-2         | 0:3                   | Valkealan Kajo                 |
| Heinolan Palloilijat-47     | 2:0                   | Savonlinnan Työväen Palloseura |
| Keuruun Pallo               | 0:2                   | Pallo-Kerho 37                 |
| FC Keitele Jazz             | 2:0 n. V.             | Jyväskylän Seudun PS           |
| Blue Eyes Jyväskylä         | 1:0                   | Äänekosken Huima               |
| Karhu Kauhajoki             | 4:2                   | BK Öja-73                      |
| FC Kurenpojat               | 2:0                   | Kaustisen Pohjan-Veikot        |
| Alavuden Peli-Veikot        | 00:10                 | Sporting Kristina              |
| Kungliga Wasa CF            | 0:5                   | Vaasan Palloseuran Junioren    |
| Spartak Helsinki            | 0:5                   | Gamlakarleby BK-2              |
| FC Kiisto Vaasa-2           | 0:3                   | FC Oulun Pallo                 |
| Vähänkyron Viesti           | 0:3                   | Lapuan Virkiä                  |
| Haukipuitaan Heitto         | 0:3                   | Oulun Jalkapalloklubi          |
| FC Oulun Pallo-2            | 1:3                   | Oulun Tarmo                    |
| Tornion Pallo -47           | 1:0 n. V.             | Tervarit Oulu                  |
| FC Muurola                  | 0:3                   | AC Kajaani                     |
| Munsala United              | 0:5                   | IK Myran Nedervetil            |
| Nykarleby IK                | 8:1                   | Ylöjärven Pallo-2              |

## 4. Runde
In dieser Runde stiegen die Mannschaften der ersten (9 Teams), zweiten (13) und dritten Liga (18) ein. Unterklassige Teams hatten Heimrecht.
|                             | Ergebnis              |                             |
| --------------------------- | --------------------- | --------------------------- |
| Nouseva Laaka               | 1:3                   | FC Viikingit                |
| Lievestuoren Toive          | 3:2                   | Jalkapalloseura Stars Lahti |
| Esbo BK                     | 0:5                   | PK-35 Helsinki              |
| PK-35 Helsinki U-20         | 0:3                   | Porin Palloilijat           |
| Naseva Nastola              | 1:5                   | Turun Toverit               |
| Toijalan Pallo -49          | 1:3                   | Koovee Jalkapallo           |
| Pallo-Iirot Rauma-2         | 0:1                   | Pohjois-Haagan Urheilijat   |
| FC Kelohonka                | 2:1                   | Tampereen Kisa-Toverit      |
| Viialan Peli-Veikot         | 1:3                   | FC Honka Espoo U-20         |
| Turun Ponteva               | 1:2                   | SexyPöxyt Espoo             |
| FC Kiffen 08 Helsinki       | 1:2                   | Lahden City Stars           |
| HJK-Liiga                   | 0:5                   | Inter Turku                 |
| Savannan Pallo              | 0:3                   | FC Hämeenlinna              |
| Salon Vilpas                | 2:1                   | Haka Valkeakoski U-20       |
| Helsingin Palloseura        | 1:3                   | Lohjan Pallo                |
| Helsingfors IFK             | 2:0                   | IF Gnistan                  |
| BK-46 Karis                 | 1:2                   | Jyrkkälän Tykit             |
| Käpylän Pallo U-20          | 2:3                   | Pallo-Iirot Rauma           |
| Helsingfors IFK-2           | 0:2                   | Porin Palloilijat           |
| Järvenpään PS               | 4:1                   | FC Espoo                    |
| Pargas IF                   | 0:3                   | PK Keski-Uusimaa            |
| AC Vantaa                   | 2:1                   | Tampereen Pallo-Veikot      |
| Sporting Club Raisio        | 2:2 n. V. (4:5 i. E.) | Hyvinkään Palloseura        |
| Pallo Hukassa -99           | 2:0                   | Musan Salama                |
| Tervakosken Pato            | 3:1                   | Toejoen Veikot              |
| Ilves Tampere U-20          | 1:6                   | PP-70 Tampere               |
| IF Gnistan-2                | 0:4                   | FC Lahti                    |
| Kaarinan Pojat U-20         | 0:5                   | Someron Voima               |
| Marmiksen Kuula             | 1:7                   | Turku PS                    |
| Tikkurilan PS               | 0:3                   | Atlantis FC                 |
| Jalkapalloseura Zyklon      | 0:5                   | Grankulla IFK               |
| FC Kasiysi Espoo            | 3:3 n. V. (3:1 i. E.) | Forssan JK                  |
| Jämsänkosken Ilves          | 0:3                   | Myllykosken Pallo -47       |
| Wilmanstrand IFK            | 0:7                   | FC Kuusankoski              |
| Pallo-Kerho 37              | 1:2                   | SC Riverball/JKKI-35        |
| FC Keitele Jazz             | 2:9                   | Vaasan PS                   |
| Kotkan Työväen Palloilijat  | 0:7                   | Kuopion PS                  |
| Kultsu Joutseno             | 3:0                   | Joensuun Palloseura         |
| Blue Eyes Jyväskylä         | 0:3                   | JIPPO Joensuu               |
| Valkealan Kajo              | 2:1                   | Korson Palloilijat          |
| Heinolan Palloilijat-47     | 1:6                   | JJK Jyväskylä               |
| Siilinjärven Palloseura     | 0:4                   | FC KooTeePee                |
| Sawopool United             | 02:10                 | SC Riverball                |
| Karhu Kauhajoki             | 2:5                   | AC Oulu                     |
| FC Kurenpojat               | 2:1                   | FC Kipparit                 |
| Sporting Kristina           | 0:4                   | FF Jaro                     |
| Vaasan Palloseuran Junioren | 3:1                   | Jakobstads BK               |
| Gamlakarleby BK-2           | 01:11                 | Kokkolan Palloveikot        |
| FC Oulun Pallo              | 2:1                   | Vasa IFK                    |
| Lapuan Virkiä               | 0:4                   | Gamlakarleby BK             |
| Oulun Jalkapalloklubi       | 0:5                   | Ylöjärven Pallo             |
| Oulun Tarmo                 | 0:4                   | Rovaniemi PS                |
| Tornion Pallo -47-2         | 3:2                   | PS Kemi Kings               |
| AC Kajaani                  | 0:0 n. V. (2:4 i. E.) | Norrvalla FF                |
| IK Myran Nedervetil         | 0:4                   | Tornion Pallo -47           |
| Nykarleby IK                | 2:0                   | Kajaanin Haka               |

## 5. Runde
Unterklassige Teams hatten Heimrecht.
|                             | Ergebnis  |                           |
| --------------------------- | --------- | ------------------------- |
| Turun Toverit               | 0:6       | Porin Palloilijat         |
| Hyvinkään Palloseura        | 0:1       | PP-70 Tampere             |
| Grankulla IFK               | 1:0       | FC KooTeePee              |
| Helsingfors IFK             | 1:0       | PK-35 Helsinki            |
| Valkealan Kajo              | 0:7       | FC Kuusankoski            |
| JJK Jyväskylä               | 3:2 n. V. | Turku PS                  |
| Koovee Jalkapallo           | 1:3       | Myllykosken Pallo -47     |
| Pallo-Iirot Rauma           | 0:3       | FC Lahti                  |
| Kultsu Joutseno             | 5:4       | AC Vantaa                 |
| Lievestuoren Toive          | 1:3       | FC Kelohonka              |
| FC Kasiysi Espoo            | 00:13     | PK Keski-Uusimaa          |
| Salon Vilpas                | 0:4       | FC Viikingit              |
| Tervakosken Pato            | 1:5       | Inter Turku               |
| Järvenpään PS               | 1:4 n. V. | FC Hämeenlinna            |
| FC Honka Espoo U-20         | 0:1       | Atlantis FC               |
| Pallo Hukassa -99           | 1:6       | Someron Voima             |
| Jyrkkälän Tykit             | 3:2       | Pohjois-Haagan Urheilijat |
| Porin Palloilijat-2         | 0:4       | Lohjan Pallo              |
| SexyPöxyt Espoo             | 1:2       | Lahden City Stars         |
| SC Riverball                | 1:6       | Kuopion PS                |
| Vaasan PS                   | 2:3 n. V. | AC Oulu                   |
| FC Oulun Pallo              | 1:3       | Kokkolan Palloveikot      |
| SC Riverball/JKKI-35        | 1:2       | Nykarleby IK              |
| FC Kurenpojat               | 0:8       | Gamlakarleby BK           |
| Vaasan Palloseuran Junioren | 2:1       | Norrvalla FF              |
| Tornion Pallo -47           | 0:3       | Ylöjärven Pallo           |
| Tornion Pallo -47           | 2:4       | FF Jaro                   |
| Rovaniemi PS                | 1:2       | JIPPO Joensuu             |

## 6. Runde
In dieser Runde stiegen mit Tampere United, HJK, Haka und Honka vier Europacup-Teilnehmer ein.
|                             | Ergebnis               |                       |
| --------------------------- | ---------------------- | --------------------- |
| Gamlakarleby BK             | 1:1 n. V. (10:9 i. E.) | Kuopion PS            |
| Haka Valkeakoski            | 5:0                    | Nykarleby IK          |
| FC Hämeenlinna              | 0:2                    | Myllykosken Pallo -47 |
| AC Oulu                     | 8:1                    | Grankulla IFK         |
| Helsingfors IFK             | 1:0                    | Porin Palloilijat     |
| Someron Voima               | 9:3                    | Jyrkkälän Tykit       |
| FC Honka Espoo              | 2:1 n. V.              | Atlantis FC           |
| FC Lahti                    | 2:0                    | Lohjan Pallo          |
| Kokkolan Palloveikot        | 0:2                    | Tampere United        |
| HJK Helsinki                | 2:1                    | FF Jaro               |
| JIPPO Joensuu               | 2:1                    | FC Viikingit          |
| Ylöjärven Pallo             | 1:3                    | PP-70 Tampere         |
| FC Kelohonka                | 0:4                    | JJK Jyväskylä         |
| Kultsu Joutseno             | 0:4                    | Inter Turku           |
| FC Kuusankoski              | 2:1                    | PK Keski-Uusimaa      |
| Vaasan Palloseuran Junioren | 1:2                    | Lahden City Stars     |

## 7. Runde
|                 | Ergebnis  |                       |
| --------------- | --------- | --------------------- |
| AC Oulu         | 2:0       | Haka Valkeakoski      |
| FC Honka Espoo  | 4:0       | FC Kuusankoski        |
| JIPPO Joensuu   | 1:4       | Tampere United        |
| Gamlakarleby BK | 1:0       | Lahden City Stars     |
| PP-70 Tampere   | 1:3       | FC Lahti              |
| Inter Turku     | 2:0       | Helsingfors IFK       |
| HJK Helsinki    | 8:1       | Someron Voima         |
| JJK Jyväskylä   | 2:0 n. V. | Myllykosken Pallo -47 |

## Viertelfinale
|                 | Ergebnis              |              |
| --------------- | --------------------- | ------------ |
| Tampere United  | 0:0 n. V. (4:3 i. E.) | AC Oulu      |
| JJK Jyväskylä   | 0:4                   | HJK Helsinki |
| Gamlakarleby BK | 0:0 n. V. (5:3 i. E.) | FC Lahti     |
| FC Honka Espoo  | 2:2 n. V. (4:2 i. E.) | Inter Turku  |

## Halbfinale
|                | Ergebnis |                 |
| -------------- | -------- | --------------- |
| HJK Helsinki   | 0:1      | FC Honka Espoo  |
| Tampere United | 2:0      | Gamlakarleby BK |

## Finale
| Paarung        | Tampere United – FC Honka Espoo |
| Ergebnis       | 3:3 n. V. (1:1, 0:0); 3:1 i. E. |
| Datum          | 11. November 2007 um 15:00 Uhr (14:00 Uhr MEZ) |
| Stadion        | Finnair Stadion, Helsinki |
| Zuschauer      | 1.457 |
| Schiedsrichter | Vesa Hätilä |
| Tore           | 0:1 Jami Puustinen (60.) 1:1 Miki Sipiläinen (90.) 2:1 Antti Hynynen (95.) 3:1 Henri Myntti (101.) 2:2 Ville Jalasto (114.) 3:3 Janne Saarinen (116.) Elfmeterschießen: Janne Saarinen 1:0 Henri Myntti Tero Koskela 2:0 Jussi Kujala 2:1 Jami Puustinen 3:1 Antti Pahja Mika Helin |
| Tampere United | Mikko Kavén – Antti Ojanperä, Mathias Lindström, Henri Myntti, Heikki Aho – Jussi Kujala, Jussi-Pekka Savolainen, Toni Järvinen, Jonne Hjelm (47. Antti Hynynen) – Antti Pohja, Daniel Nwoke (82. Miki Sipiläinen) Cheftrainer: Ari Hjelm                                           |
| FC Honka Espoo | Tomi Maanoja – Mika Helin, Tuomo Turunen, Roope Heilala, Ville Jalasto – Joel Perovuo (70. Rami Hakanpää), Nicholas Otaru, Janne Saarinen, Roni Porokara (77. Tero Koskela) – John Wekström, Peke Huuhtanen (29. Jami Puustinen) Cheftrainer: Mika Lehkosuo                         |
| Platzverweise  | Juska Savolainen (30.) – John Weckström (49.) |